# SCC Bellinzona
La Scuola Cantonale di Commercio (o semplicemente SCC) è una scuola pubblica media superiore, situata lungo le rive del Fiume Ticino a Bellinzona, in Svizzera.

## Formazione
Una caratteristica importante della SCC è rappresentata dal fatto che gli allievi, dopo un curriculum di formazione di quattro anni parallelo a  quello liceale, ottengono due titoli di studio: la Maturità commerciale cantonale e un Attestato federale di incapacità di impiegato di commercio.
La Maturità commerciale dà accesso, senza esami, alla maggior parte delle formazioni universitarie in Svizzera e offre molte possibilità all'estero, a diversi curricula delle Scuole universitarie professionali e all'Alta scuola pedagogica del Canton Ticino (Dipartimento della formazione e dell'apprendimento della SUPSI).
I due titoli permettono pure un accesso qualificato al mondo del lavoro, in particolare alle funzioni amministrative qualificate del settore terziario.
Il Piano degli studi della SCC garantisce una solida formazione generale. Economia aziendale, Economia politica, Diritto, Comunicazione e l'Area di sperimentazione caratterizzano il curricolo. Nel quarto anno il Progetto interdisciplinare offre agli allievi la possibilità di cimentarsi in attività di ricerca.
Particolare attenzione è accordata all'insegnamento delle lingue straniere: lo studio del tedesco e dell'inglese è obbligatorio per l'intero corso mentre quello del francese lo è per i primi due; potrà essere proseguito nel terzo e nel quarto anno quale materia opzionale.  La maturità bilingue (italiano-francese o italiano-tedesco), offerta nel secondo biennio, offre un'ulteriore opportunità per migliorare le proprie competenze linguistiche. Nell'ambito dei corsi facoltativi è offerta agli allievi anche la possibilità di avvicinarsi ad altre lingue: il russo, ma in particolare lo spagnolo, che attira molti allievi ogni anno.
Nel secondo biennio ogni allievo ha la possibilità di personalizzare il proprio curriculum. La scelta della materia opzionale, valida per il terzo e il quarto anno, da scegliere fra Comunicazione, Francese, Matematica applicata all'economia e, dal 2013, Scienze umane, permette una prima caratterizzazione.  Nell'anno conclusivo vi è inoltre una ampia possibilità di scegliere attività di approfondimento con lavoro a gruppi nell'ambito del Progetto interdisciplinare e dei Corsi tematici di Economia aziendale.

## Storia
La Scuola Cantonale di Commercio di Bellinzona è un istituto di lunga tradizione. Fondata nel 1895 ha completato il quadro delle scuole secondarie pubbliche del Cantone, iniziato nel 1852 con il Liceo cantonale a Lugano e proseguito con la Scuola Magistrale 1873 (a Pollegio e dal 1878 a Locarno).
In un Ticino che dopo la svolta istituzionale del 1890 cercava nuovi impulsi per stimolare il processo d'incivilimento e la crescita economica, s'inserirono anche esigenze legate all'educazione superiore e alla formazione professionale. In questo contesto, maturò l'idea d'istituire una scuola superiore di commercio, sul modello di quelle che erano sorte già alcuni decenni prima nella Svizzera tedesca e romanda. Altri due fattori hanno probabilmente influito sulla sua nascita. Da un lato, un decreto federale del 1891 sul sostegno alla formazione professionale dava alla Confederazione la facoltà di sovvenzionare anche le scuole di commercio a tempo pieno; dall'altro, Bellinzona, ormai da alcuni anni capitale stabile del Cantone, non possedeva nessun istituto d'insegnamento “superiore”.  La scuola è stata anche fermamente voluta dalla Società dei commercianti e dalla Camera di commercio di Bellinzona.
Il decreto, approvato dal Gran Consiglio il 27 aprile 1894, enunciava lo scopo della scuola, fissava le materie di insegnamento e determinava i requisiti di ammissione e per l'ottenimento del diploma. Benché il decreto stabilisse che “l'istruzione è esclusivamente commerciale”, le materie insegnate riguardavano anche le scienze sperimentali e matematiche, le lingue e le discipline storiche. Era infatti intenzione del legislatore impartire un'istruzione completa.
La Scuola cantonale di Commercio (SCC), come la Scuola Magistrale, nasce quindi con obiettivi professionali anche se pochi anni dopo, nel 1912, la Legge cantonale sull'insegnamento professionale le attribuirà anche il compito di preparare agli studi commerciali universitari. A partire da questo momento ai licenziati si aprirono quindi le facoltà universitarie.
La duplicità della formazione della SCC, ha stimolato la creatività e la capacità di dare risposte alle esigenze emergenti e ha portato la scuola a trovare soluzioni che hanno a volte precorso i tempi, come ad esempio l'istituzione del liceo economico nel 1969, o, nel 1981, l'introduzione di un approccio interdisciplinare e opzionale con i Corsi pluri disciplinari di scienze umane e i Corsi opzionali di Economia aziendale e il lavoro di maturità.
Con la riforma del 2000, sono stati ulteriormente rafforzati l'insegnamento interdisciplinare e le scelte opzionali e introdotte la maturità bilingue (inizialmente italiano-francese e successivamente anche italiano-tedesco) e la disciplina Comunicazione, con un ruolo importante delle tecnologie dell’informazione e della comunicazione che, dalla fine del secolo scorso hanno assunto un ruolo strategico per ogni formazione, e delle competenze comunicative e relazionali.
Ogni cambiamento è stato infatti occasione per rinnovare il dibattito sulla scuola, sui suoi obiettivi e sulle modalità attraverso le quali riportarli alle attività di insegnamento; in queste circostanze non sono nemmeno mancate le cassandre che giudicavano ineluttabile la chiusura o il decadimento della scuola che, però, è sempre riuscita puntualmente a trovare buone risposte ad ogni nuova sfida.
La Scuola cantonale di commercio è attualmente la scuola media superiore più grande del Cantone e continua, come nel passato, ad occupare un posto di rilievo nel panorama della formazione in Ticino, posizione che l'istituzione di nuovi curricula di studio non ha scalfito. In particolare la nascita del liceo economico nel 1969; la generalizzazione del liceo cantonale (1974 a Locarno e Bellinzona; 1977 a Mendrisio; 1981 Lugano 2 a Savosa); la cantonalizzazione delle scuole comunali di commercio di Chiasso e Lugano nel 1995 e l'apertura in seguito delle Scuole medie di commercio a Locarno e della sezione per gli sportivi d'élite a Tenero.